# Поиск (фильм, 2018)
«Поиск» (англ. Searching) — американский триллер Аниша Чаганти. В главной роли Джон Чо. Фильм снят при помощи скринкастинга.
Премьера фильма прошла 21 января 2018 года на фестивале «Сандэнс», в широкий прокат он вышел 24 августа того же года.

## Сюжет
В Сан-Хосе живёт Дэвид Ким со своей дочерью Марго. Их жена и мать Памела за два года до этого умерла от лимфомы. Вечером в четверг Дэвид звонит Марго, чтобы узнать где она, и та сообщает ему, что она у подруги и они готовятся к экзамену (Марго учится в выпускном классе). В итоге Дэвид ложится спать, не дожидаясь прихода Марго. Ночью Марго трижды звонит ему, но Дэвид не слышит. Утром в пятницу он пытается ей перезвонить, но она не берёт трубку. В назначенное время Марго не возвращается из школы. Дэвид тогда вспоминает, что она может быть на уроках фортепиано, но позвонив туда узнаёт, что Марго бросила их за полгода до этого. Ему удаётся разыскать телефон одного из бывших одноклассников Марго и он узнаёт, что по пятницам Марго с несколькими ребятами обычно уезжала в поход за город, но сегодня она почему-то к ним не пришла. Дальнейшие события показывают, что смерть Памелы в некотором роде отгородила дочь и отца друг от друга, и Дэвид, оказывается, мало что знает о личной жизни Марго. Сумев проникнуть в её компьютер и восстановив доступ к приватным аккаунтам в соц-сетях, Дэвид с удивлением узнаёт, что у Марго совершенно нет близких друзей (девочка, с которой она готовилась к экзаменам, даже не была её близкой подругой), а люди из её контактов не могут толком припомнить, видели ли они её в школе. Случайно он находит учебники Марго и с ужасом понимает, что в школу утром в пятницу она не ходила. А по невыброшенному мусору (о котором он в начале фильма рассказывал Марго) ему становится ясно, что Марго и в четверг вечером не возвращалась домой.
После этого он звонит в полицию, расследованием начинает заниматься детектив Розмари Вик. Интересуясь её персоной, Дэвид узнаёт, что она на хорошем счету. В частности, даже открыла волонтёрскую программу для бывших заключённых. По камерам наблюдения выясняется, что в ночь четверга Марго на своей машине выехала за город. Затем Дэвид вспоминает, что если Марго отказалась от занятий музыкой, то значит она что-то делала с деньгами, которые он оставлял ей на уроки. Найдя её банковский аккаунт в Venmo он узнаёт, что Марго все эти деньги положила себе на счёт, но незадолго до исчезновения перевела их на другой счёт, аккаунт которого теперь удалён. Розмари в конечном итоге сообщает Дэвиду, что, как ей кажется, Марго попросту решила сбежать, для чего создала другой аккаунт, перевела на его счёт деньги, сняла их и удалила аккаунт, тем самым заметая следы. Она даже присылает ему снимок фальшивого водительского удостоверения с фотографией Марго. Дэвид с этим не согласен. Он находит ещё один аккаунт Марго на сайте стримеров YouCast и по её фотографиям и роликам узнаёт, что она была очень одинока, а её любимой темой была безмятежность. Просматривая её стримы он узнаёт, что Марго активно общалась со сверстницей под ником «fish_n_chips», которая, с её слов, работает официанткой в забегаловке, потому что её мать больна раком, а отец советует ей вообще бросить учёбу. Он сообщает об этом Розмари, и та через некоторое время сообщает ему, что эта девушка ни при чём, потому что живёт в Питтсбурге. В то же время она пытается успокоить Дэвида, говоря, что понимает все его чувства стремления отыскать дочь, потому что она сама мать подростка и ради своего сына Роберта готова на всё.
Просматривая инстаграм дочери Дэвид находит сделанную ею фотографию на берегу озера Барбоса, которое как раз недалеко от той дороги, на которой последний раз видели Марго, и поздно вечером, несмотря на уговоры Розмари дождаться полиции, сам приезжает туда и находит на берегу брелок Марго. На следующее утро спасатели достают из воды её машину, Марго внутри нет, но найдена пачка денег всей той суммы, которую она перевела на другой счёт. После этого Марго официально объявляют похищенной и организовываются волонтёрские отряды поисковиков. Но вскоре поиски сворачивают, так как на Сан-Хосе обрушивается ураган с дождём. Тем временем Дэвид, просматривая сделанные в машине Марго полицейские фотографии, случайно находит среди её вещей ветровку его младшего брата Питера. Он находит переписку Питера с Марго и узнаёт, что последнее время Марго часто по вечерам наведывалась к дяде и они занимались «чем-то». Подозревая, что у них могли быть нездоровые любовные отношения, Дэвид приходит к Питеру, но, доведённый до отчаяния, в конечном итоге с кулаками лезет на брата, и только тогда тот признаётся, что у Марго была сильная депрессия, которую она подавляла тем, что они вдвоём курили марихуану. Затем он сообщает Дэвиду, что причиной этой депрессии был он — в своё время, не желая травмировать Марго, он перестал разговаривать с ней насчёт матери, в то время как для Марго, наоборот, эти разговоры были важны. По этой же причине она и бросила занятия музыкой — именно Памела в своё время дала дочери первые уроки фортепиано.
Тут Дэвиду звонит Розмари и сообщает, что убийца схвачен: бывший заключённый Рэнди Картоуфф признался в онлайн-видео в сексуальном нападении и убийстве Марго, после чего, со слов Розмари, убил себя. Марго устраивают похороны в пустом гробу. Когда Дэвид загружает её фотографии на организующий их погребальный видео сервис, он замечает на рекламной фотографии сайта ту самую девушку из профиля «fish_n_chips». Загрузив её фото через поиск, он узнаёт, что это фотомодель для стоковых фото. Связавшись с нею, он также узнаёт, что она не знакома с Марго и никогда не работала официанткой. Тогда он звонит Розмари, чтобы узнать, действительно ли она допрашивала именно эту девушку, но обнаруживается, что Розмари уже ушла на похороны Марго, и поэтому Дэвид попадает на диспетчера полиции, от которого с удивлением узнаёт, что Розмари сама вызвалась вести дело Марго, хотя сама она говорила ему, что её назначили. Затем он узнаёт, что Рэнди Картоуфф был одним из участников волонтёрской программы Розмари. Прямо на похоронах Розмари берут под стражу. Дальнейшее выясняется из записей её допроса — в качестве чистосердечного признания Розмари рассказывает всю правду про исчезновение Марго.
Сыну Розмари Роберту очень нравилась Марго, но он не решался к ней подойти. Тогда он создал себе фальшивый аккаунт «fish_n_chips» с выдуманной биографией и начал общаться с Марго. Но Марго поверила его словам и в итоге перечислила ему все те деньги со своего счёта. Чувствуя вину, Роберт проследил за ней до озера Барбоса, где Марго курила «травку», чтобы вернуть деньги, но девушка, узнав правду, неожиданно стала неадекватно реагировать и бросилась бежать, на бегу пытаясь дозвониться до отца. Роберт догнал её, завязалась драка, в процессе которой Марго ударила Роберта. Тогда тот оттолкнул её, и Марго упала в глубокий овраг. Перепуганный Роберт вызвал мать, которая попыталась спуститься в овраг, но тот был слишком глубоким, и она решила, что Марго скорее всего погибла. После этого она столкнула машину Марго в озеро и организовала фальшивое расследование. Когда же Дэвид нашёл машину, то Розмари, поняв, что версия со сбежавшей Марго провалилась, в итоге сделала Рэнди Картоуффа козлом отпущения. Когда после ареста её везут в участок, сидящий с ней же в машине Дэвид просит сообщить ему, где тот овраг. Розмари сообщает, но говорит, что даже если Марго и не погибла от падения, то спустя пять дней она точно скончалась от обезвоживания и голода. Дэвид напоминает, что за два дня до этого был ураган, а значит вода у Марго была. Позже новостной репортаж показывает, как спасатели достают из оврага искалеченную, но живую Марго. Спустя два года Марго подаёт заявку в университетский класс фортепиано, а её фотографии и переписка с Дэвидом показывают, что отношения между отцом и дочерью значительно улучшились.

## В ролях
- Джон Чо — Дэвид Ким
- Дебра Мессинг — детектив Розмари Вик
- Джозеф Ли — Питер
- Мишель Ла — Марго
- Сара Сон — Памела Нэм Ким
- Рой Абрамсон — актёр
- Брэд Эбрелл — репортёр (озвучка)
- Гэбриел Лэнгли — офицер Брэндон Джексон
- Томас Барбаска — Коди
- Гейдж Билтофт — Джон Уотсон

## Критика
На сайте Rotten Tomatoes рейтинг фильма составил 92 % на основе 215 рецензий со средним баллом 7,4/10.

## Награды
В 2018 году «Поиск» получил две награды на кинофестивале «Сандэнс».